# لوکاس فاس
لوکاس فاس (Lukas Foss) آهنگساز، پیانیست و رهبر ارکستر آلمانی - آمریکایی بود. او بویژه در زمینهٔ نقد موسیقی قرن بیستم تلاش بسیار کرده‌است.

## زندگی‌نامه
اولین استاد پیانوی او در شهر برلین خولیو گلدستین (Julius Goldstein) بود. فاس در سال ۱۹۳۳ به پاریس رفت. در این شهر توانست از آموزش‌های لازاره لوی (Lazare Lévy) در زمینه تکنیک‌ها و مهارت‌های نوازندگی پیانو بهره‌مند شود، ضمن آنکه روش‌های آهنگسازی را از نوئل گالن (Noël Gallon)، کمپسوزیسیون را از فلیکس ولفس (Felix Wolfes) آموخت دوره نوازندگی فلوت را با لوئیس مویس (Louis Moyse) گذراند. فاس تا سال ۱۹۲۷ را در پاریس اقامت داشت؛ در این سال به همراه خانواده خود راهی ایالات متحده آمریکا شد و برای ادامه آموزش‌های موسیقی خود به انجمن موسیقی کورتیس در فیلادلفیا رفت. در فاصله سالهای ۱۹۲۹ تا ۱۹۴۳ بود که او توانست اصول ارکستراسیون را نزد کوزویتسکی (Koussevitzky) در کانون موسیقی برکشایر (Berkshire Music Center) بیاموزد. فاس سرانجام آخرین نیازهای آموزشی خود را در سالهای ۱۹۳۹ تا ۱۹۴۰ در زمینه آهنگسازی فراگرفت که استادش آهنگساز بزرگ، پائول هیندمیت (Paul Hindemith) بود.

## آثار
آثار لوکاس فاس را می‌توان به دو دوره تقسیم کرد. در دوره اول زندگی هنری فاس می‌توانید تأثیر باخ و استراویسنکی را بر آثارش مشاهده کنید (دو آهنگسازی که وی به آنها عشق می‌ورزید) در دورهٔ دوم فاس توانست آمیزه‌هایی از بداهه نوازی همراه با کاربرد تکنیکهای ۱۲ نیم پرده ای را عرضه کند. از فعالیت‌های مهم این دوره عبارتند از «تغییرات پرنقش و نگار»، ”چرخه زمان” (Time Cycle)، ”سیزده را برای نگاه کردن به توکای سیاه” (Thirteen Ways of Looking at a Blackbird) و”پژواک” (Echoi). از آخرین کارهای او می‌توان «تجدید حیات کنسرت» (Renaissance Concerto) را نام برد که این اثر دارای تنوع وسیعی از اصطلاحات و سبک‌های موسیقی هنر غرب است.
یکی از کنسرت‌های تاریخی فاس با ارکستر فیلارمونیک بروکلین، برنامه ای بود که با سولوی هارمونیکا با اجرای رابرت بونفیلیو اجرا شد.

### مصاحبه‌ها
- Lukas Foss interview by Gabrielle Zuckerman, from American Mavericks site
- Lukas Foss interview by تری گروس، from Fresh Air program, originally broadcast October 7, 1987
- Interview with Lukas Foss by Bruce Duffie, ۲ فوریه ۱۹۸۷